# Duan (principe)
Zaiyi, principe Duan (載漪T, in mancese ᡯᠠᡳᡳ; Pechino, 26 agosto 1856 – Ningxia, 10 gennaio 1923), è stato un nobile e politico cinese.
Sostenitore dei Boxer, fu brevemente ministro degli Esteri dell'Impero cinese nel 1900, promuovendo lo sterminio degli stranieri durante la rivolta dei Boxer.

## Biografia
Era il figlio secondogenito del principe Yicong, a sua volta figlio minore dell'imperatore Daoguang (1820-50). Ancora bambino fu adottato come erede dal cugino Yizhi, che alla morte nel 1850 gli passò il titolo di principe Rui (titolo riconosciutogli nel 1861). Da allora Zaiyi fu noto col nome di cortesia Duan. Negli ultimi anni del XIX secolo si distinse come sostenitore dei ribelli Boxer, promuovendo la loro causa nella Città Proibita e riuscendo a guadagnare le simpatie dell'imperatrice Cixi.
Allo scoppio della rivolta dei Boxer era ormai uno dei veri dominatori della politica cinese, e fece in modo di aizzare i Boxer contro le potenze straniere, e il 10 giugno 1900 fu nominato ministro degli Esteri cinese, dando una forte svolta xenofoba alla politica imperiale. Fu quindi Duan ad autorizzare l'assassinio dell'ambasciatore tedesco Clemens von Ketteler a Pechino il 20 giugno 1900, così come il conseguente assedio delle legazioni straniere, che acuì il conflitto con gli occidentali e fece formare l'Alleanza delle otto nazioni in funzione anti-cinese.
Nonostante la grande preponderanza numerica cinese, l'assedio non andò a buon fine e i Boxer furono infine sconfitti. Cixi quindi rimosse Duan da ogni incarico politico e lo esiliò nello Xinjiang. Visse in esilio a Ningxia fino al 1917, quando fu brevemente protagonista dell'effimera restaurazione di Pu Yi come imperatore della Città Proibita. Appreso del suo ritorno, gli occidentali ne ottennero il nuovo allontanamento, e Duan fu costretto ad un nuovo esilio, che si protrasse fino alla sua morte nel 1923.

## Nella cultura di massa
- Nel film 55 giorni a Pechino (1963) che rievoca gli eventi dell'assedio delle legazioni, il principe Duan è interpretato dall'attore Robert Helpmann.[3]